# سفارة لبنان في فرنسا
سفارة لبنان في فرنسا هي أرفع تمثيل دبلوماسي لدولة لبنان لدى فرنسا. تقع السفارة في باريس وهي تهدف لتعزيز المصالح اللبنانية في فرنسا.

## وصلات خارجية
- الموقع الرسمي
- قائمة سفارات لبنان
- قائمة السفارات في فرنسا